# مركز مكافحة الإرهاب
مركز مكافحة الإرهاب (بالهنغارية: Terrorelhárítási Központ) (بالإنجليزية:Counter Terrorism Centre) (اختصار: TEK) هي وكالة حكومية تابعة لوزارة الداخلية الهنغارية، لها مهمتان منفصلتان وهما:
1. مكافحة الإرهاب والتطرف وأزمة الرهائن والقبض على المجرمين والمطلوبين الخطيرين.
2. الحماية الشخصية للشخصيات الهامة في الدولة كرئيس الجمهورية ورئيس الوزراء [1] ويقع مقرها الرئيسي في العاصمة بودابست، تم تأسيس الوكالة بقرار من رئيس الوزراء فيكتور أوربان بتاريخ 1 سبتمبر 2010.[2][3]

## عمليات وكالة مكافحة الإرهاب الهنغارية
- في 13 أغسطس / آب 2012، احتجز ثلاثة مواطنين هنغاريين رهائن من قِبل مسلحين سوريين في دمشق، بمساعدة المخابرات الهنغارية في استطلاع مكان احتجازهم تم إرسال فرقة تحرير رهائن خاصة إلى سوريا لإطلاق سراح الهنغاريين وقد تمت تنفيذ العملية بنجاح ووصلوا إلى بودابست في 27 أغسطس 2012 دون إصابات.
- في عام 2010 نشرت وحدات خاصة من أجل القبض على أعضاء BDSM وهي مجموعة من مهربين الاسلحة ومهربين المخدرات والقتلة وتمت العملية بنجاح.
- في 2011 تم اختطاف مواطن هنغاري في تايلاند من قِبل عصابة تايلاندية وطالبو بدفع فدية، تم إرسال قوة خاصة تابعة للوكالة وتم تحريره وإعادته إلى هنغاريا بنجاح.
- في 2015 - 2016، أدت الهجمات الإرهابية على مستوى أوروبا والتهديد المستمر لأمن القارة الأوروبية إلى رفع ميزانية الوكالة والتطوير المستمر لتكنولوجية الوكالة وتكثيف جهودها لمنع وصول الإرهاب إلى هنغاريا، تتعاون الوكالة مع المخابرات الهنغارية ومكتب حماية الدستور ووكالات انفاذ القانون الأخرى لتأمين العاصمة بودابست والمدن الهنغارية الأخرى.[3]

## المهام الرئيسية للوكالة
- حماية المواطنين الهنغاريين في كافة أنحاء العالم وتقديم المساعدة لهم في حالة الاختطاف أو الاحتجاز من قبل المنظمات الإرهابية.
- يحلل ويقيّم وضع التهديد الإرهابي لهنغاريا؛ وينظم وينسق أنشطة الهيئات لمنع والقضاء على الأعمال الإرهابية.
- الحماية الشخصية للمسؤليين الكبار في البلاد وسفراء الجمهورية في الخارج.
- القبض على المجرمين المشتبه بهم وإحباط العمليات الإرهابية والمسلحة قبل تنفيذها.
- التعامل مع حالات السطو المسلح على المنشأت (كالبنوك والمدارس وغيرها).
- القضاء على المجموعات المتطرفة مثل المافيا وتجارة الأسلحة والأعضاء البشرية وغيرها.[2][3]

## حماية الشخصيات الحكومية الهامة
بجانب عمل الوكالة في مكافحة الإرهاب وتطبيق القانون يوكل إليها منذ تأسيسها الحماية الشخصية لشخصيات هامة في الدولة مثل رئيس الجمهورية ورئيس الوزراء والنائب العام ورئيس المحكمة الدستورية ورئيس المحكمة العليا وسفراء الجمهورية في الخارج.